# Ekrixinatosaure
L'ekrixinatosaure (Ekrixinatosaurus, "llangardaix nascut d'una explosió") és un gènere representat per una única espècie de dinosaure teròpode abelisàurid, que va viure a mitjan període Cretaci, fa aproximadament 95 milions d'anys, en el Cenomanià, al territori que avui és Sud-amèrica. Els fòssils d'aquest dinosaure es van trobar després d'una explosió realitzada en una operació minera, d'allí ve el seu nom. El nom genèric prové de la combinació de la paraula en grec Ekrixi que significa explosió amb l'acabo en llatí nat per naixement i la terminació grega usual saurus que es tradueix com a llangardaix.
Les restes es van trobar en la Formació Candeleros del Grup Rio Limay, en al nord-oest de la província del Neuquén, Patagonia, Argentina. L'holotip MUCPv-294 un ben preservat esquelet desarticulat que incloïa el maxil·lar esquerre i parts del dret, la base del crani, tots dos dentarios, dents, vèrtebres cervicals, dorsals, sacras i caudals, arcs hemales, costelles, ili, un pubis i la part proximal de l'isqui, fèmur esquerre i extrem distal del dret, tèbia esquerra, astràgal i calcani esquerre, un extrem proximal del peroné esquerre i de la tíbia dreta, metatarsos, falanges i un ungular pedal.
Es calcula que va arribar a mesurar entre 6 a 8 metres de llarg amb un cap de 830 mil·límetres. Té els processos alares cabals estàndards entre els carnotauríns i forma pelviana típica d'aquests. El seu cap és relativament més gran que en carnotaure, amb un quocient extrapolat d'1,00 entre el crani i el fèmur comparat a 0,58, però no és particularment únic comparat a altres abelisàurid. Es distingeix per algunes proporcions diferents i forats i depressions en les vèrtebres.